# Connaught Type B
Connaught Type B byl závodní vůz vyrobený společností Connaught Engineering v Anglii v 50. letech 20. století. Byl používán v závodech Formule 1 v letech 1955 až 1958. Ačkoli neslavil úspěch v mistrovství světa formule 1, stal se prvním britským vozem od roku 1924, který vyhrál kontinentální evropský motoristický závod. Za volantem během tohoto vítězného závodu seděl řidič Tony Brooks.